# Grotella strechi
Grotella strechi là một loài bướm đêm trong họ Noctuidae.